# Plataniás (Magnésie)
Plataniás ou Plataniá, en grec moderne : Πλατανιάς ou Πλατανιά, est un village du dème du Pélion-du-Sud, dans le district régional de Magnésie, en Thessalie, Grèce.
Selon le recensement de 2011, la population du village compte 141 habitants.